# Julie Andrews
Dame Julie Andrews (Surrey, 1935. október 1. –) Oscar-, háromszoros Golden Globe-, kétszeres Primetime Emmy-, valamint BAFTA-díjas angol színésznő, a A Brit Birodalom Rendje (DBE) birtokosa. Híressé olyan Broadway musicalszerepei tették, mint például a My Fair Lady és a Camelot, valamint musicalfilmek, köztük A muzsika hangja és a Mary Poppins, amiért Oscar-díjat kapott. A filmtörténelem egyik kiemelkedő egyénisége.

## Élete
Andrews 1935. október 1-jén született Walton-on-Thamesben, Angliában. Anyja Barbara Wells (született Morris) Edward C. „Ted” Wells kohászati és famunkásoktatóhoz ment hozzá, de Julie anyja és a család egyik barátjának viszonyából született. Andrews a 2008-ban megjelent, Home című önéletrajzi írásában elmondja, hogy egyik dédanyja cselédlány, dédapja pedig kertész volt. Ezen kívül azt is megtudjuk, hogy két nagyszülője fiatalon, szifiliszben halt meg. Már nagyon fiatalon órákat vett Joan nagynénje tánciskolájában, ahol fizetésképp anyja játszott a zongorán. Első (néma) szerepe kétévesen egy tündér volt, háromévesen már beszélő-éneklő szerepet játszott (Nodot) a Winken, Blinken, and Nod c. darabban.
A második világháború idején Andrews anyja és férje különmentek, később el is váltak. Mindketten újraházasodtak. Julie az anyjához került, aki Ted Andrewshoz ment feleségül, így lett Andrews a családneve. A Cone-Ripman Schoolban vett leckéket, majd Lilian Stiles-Allentől.
1947-től kezdve kapott nagyobb szerepeket.
Filmes karrierje a 2000-es években kapott új lendületet, olyan gyerekfilmekben szerepelt, mint A neveletlen hercegnő naplója 1-2, vagy a Shrek. 2005-ben színházi rendezőként is kipróbálta magát a The Boy Friend c. darabbal, amiben annak idején színészi karrierjét is kezdte, még 1954-ben.
Andrews gyerekkönyveket is írt, 2008-ban pedig megjelentette önéletrajzát Home: A Memoir of My Early Years címmel.

## Filmszerepei
| Év   | Film                                                         | Szerep                    | Megjegyzés |
| ---- | ------------------------------------------------------------ | ------------------------- | --- |
| 1964 | Szerelmi partraszállás                                       | Emily Barham              | - |
| 1964 | Mary Poppins                                                 | Mary Poppins              | Oscar-díj (1965) – Legjobb színésznő – zenés film és vígjáték kategória Golden Globe díj (1965) – Legjobb színésznő – zenés film és vígjáték kategória BAFTA-díj (1965) – Legígéretesebb fiatal színésznő jelölés |
| 1964 | Action On the Beach                                          | önmaga                    | dokumentumfilm |
| 1964 | A színfalak mögött – Hogyan készült a Szerelmi partraszállás | önmaga                    | dokumentumfilm |
| 1965 | A muzsika hangja                                             | Maria                     | Golden Globe díj (1966) – Legjobb színésznő – zenés film és vígjáték kategória BAFTA-díj (1966) – Legjobb női alakítás Oscar-díj (1966) – Legjobb női főszereplő jelölés                                          |
| 1966 | Alfred Hitchcock: Szakadt függöny                            | Sarah Sherman             | - |
| 1967 | Modern Millie                                                | Millie Dillmount          | Golden Globe díj (1968) - Legjobb színésznő – zenés film és vígjáték kategória jelölés |
| 1968 | Star!                                                        | Gertrude Lawrence         | - |
| 1970 | Lili drágám                                                  | Lili Smith                | - |
| 1974 | Kémek keringője                                              | Judith Farrow             | - |
| 1979 | Bombanő                                                      | Samantha Taylor           | - |
| 1980 | Zálogocska                                                   | Amanda                    | - |
| 1982 | Viktor, Viktória                                             | Victor/Victoria           | Golden Globe díj (1983) – Legjobb színésznő – zenés film és vígjáték kategória David di Donatello Díj (1983) – Legjobb női alakítás Oscar-díj (1983) – Legjobb női alakítás jelölés                               |
| 1983 | A nőimádó                                                    | Marianna                  | - |
| 1986 | Ilyen az élet                                                | Gillian                   | - |
| 1987 | Egy személyes duett                                          | Stephanie Anderson        | Golden Globe díj (1987) – Legjobb színésznő – drámai kategória jelölés |
| 1991 | A mi fiaink                                                  | Audrey Grant              | - |
| 1991 | Csin-csin                                                    | Mrs. Pamela Piquet        | - |
| 1999 | Egy különleges éjszaka                                       | Catherine                 | - |
| 2000 | Frigy vagy nem frigy?                                        | Felicity Marshwood        | - |
| 2001 | Neveletlen hercegnő                                          | Clarisse Renaldi királynő | - |
| 2001 | Az Arany-tónál                                               | Ethel Thayer              | - |
| 2003 | A szálloda kedvence                                          | Nevelőnő                  | - |
| 2003 | Huncut karácsony                                             | Nevelőnő                  | - |
| 2004 | Shrek 2                                                      | Királynő hangja           | - |
| 2004 | Neveletlen hercegnő 2. – Eljegyzés a kastélyban              | Clarisse Renaldi          | - |
| 2007 | Harmadik Shrek                                               | Lillian királynő hangja   | - |
| 2007 | Bűbáj                                                        | Narrátor                  | - |
| 2010 | Fogtündér                                                    | Lily                      | |
| 2010 | Shrek a vége, fuss el véle                                   | Lillian királynő hangja   | - |
| 2010 | Gru                                                          | Marlena hangja            | - |
| 2017 | Gru 3.                                                       | Marlena hangja            | - |
| 2018 | Aquaman                                                      | Karathen hangja           | - |
| 2022 | A sellő és a Napkirály                                       | Narrátor                  | - |
| 2022 | Minyonok: Gru színre lép                                     | Marlena hangja            | - |

## Színpadi szerepek
| Év   | Cím                 | Szerep             | Megjegyzés        |
| ---- | ------------------- | ------------------ | ----------------- |
| 1954 | The Boy Friend      | Polly              | -                 |
| 1956 | My Fair Lady        | Eliza Doolittle    | Tony-díjra jelölt |
| 1961 | Camelot             | Guinevere királyné | Tony-díjra jelölt |
| 1993 | Putting It Together | -                  | -                 |
| 1995 | Victor/Victoria     | Victor/Victoria    | Tony-díjra jelölt |